# لوسیوس تیبریوس
لوسیوس هیبریوس (یا در برخی منابع لوسیوس تیبریوس) امپراتور روم در داستان‌های آرتوری می‌باشد که برای اولین بار در کتاب تاریخ پادشاهان بریتانیا اثر جفری مانموث ظاهر می‌شود. لوسیوس هیبریوس از آرتور، پادشاه نیمه‌افسانه‌ای بریتانیا، درخواست باج و خراج می‌کند اما آرتور از باج دادن امتناع می‌کند. لوسیوس هیبریوس لشکری متشکل از چهل هزار نفر را از آفریقا، اسپانیا، پارس (ایران), سوریه و بابل فراهم می‌کند و به جنگ آرتور می‌رود. این دو لشکر در فرانسه به هم می‌رسند. آرتور با شجاعت جنگید و بهترین یارانش مثل بدویر را از دست داد اما پس از کشتاری بس بی‌رحمانه رومیان از آن سرزمین بیرون رانده شدند. در این هنگام موردرد (برادرزاده یا پسر آرتور طبق نسخه‌های مختلف) با همسر او گویی نور در یک توطئه تاج و تخت را غصب کرده بودند و آرتور در هنگام بازگشت به بریتانیا مجبور شد که با موردرد در کملان بجنگد. اگرچه موردرد شکست خورد و کشته شد اما آرتور نیز به شدت زخمی شد. او را به جزیره آوالون بردند تا درمان بشود و به همین سبب آرتور سلطنت بریتانیا را به خویشاوندش، کنستانانتین، واگذار کرد.